# سیارک ۱۶۱۳۱
سیارک ۱۶۱۳۱ (به انگلیسی: 16131 Kaganovich، نامگذاری:1999XV97) شانزده هزار و صد و سی و یکمین سیارک کشف شده‌است که در ۷ دسامبر ۱۹۹۹ کشف شد.
قدر مطلق سیارک برابر ۱۵٫۵ است.